# Only the Poets
Only the Poets (Kurzform: OTP) ist eine britische Indie-Pop-Band, die 2017 gegründet wurde und ihre Wurzeln in der englischen Stadt Reading hat.
Ihr Debüt in der Musikszene erfolgte im selben Jahr mit der Veröffentlichung ihrer ersten Single Ceasefire.
Die Band besteht aus Leadsänger und Gitarrist Tommy Longhurst, Schlagzeuger Marcus Yates, Gitarrist Clem Cherry und Bassist Andrew (Andy/Roo) Burge.

## Geschichte
Der Leadsänger und Gitarrist Tommy Longhurst stammt aus Woodley und war vor seiner Zeit bei Only the Poets Solokünstler. Musikalisch ließ er sich von Bands inspirieren, die er auf den renommierten Reading- und Leeds-Festivals in seiner Heimat erlebte. Diese Erfahrungen motivierten ihn, eine eigene Band zu gründen.
Andy Burge, der Bassist von Only the Poets, hatte zuvor in einer kleinen Band aus Reading gespielt, die sich jedoch auflöste. In Folge begannen Longhurst und Burge ihre Zusammenarbeit unter dem Namen Only the Poets.
In den Anfangstagen suchten Longhurst und Burge intensiv nach einem Gitarristen und einem Schlagzeuger, die zu ihren musikalischen Vorstellungen passten. Dabei spielte ihr gemeinsamer Manager Sam Jackson eine wichtige Rolle.
Schließlich stießen sie auf Marcus Yates und Jarred Philips von der Band Pixel Fix, die sich kurz zuvor ebenfalls aufgelöst hatte. Als Gitarrist Jarred Philips Only the Poets 2021 verließ, wurde seine Position von Clem Cherry übernommen, ebenfalls ein ehemaliges Mitglied von Pixel Fix. In der Besetzung Longhurst, Burge, Yates und Cherry spielt Only the Poets nach wie vor zusammen.
Am 20. Februar 2017 erschien die erste gemeinsame Single Ceasefire, die – wie bis heute alle veröffentlichten Songs – von der Band selbst aufgenommen und produziert wurde. Im Juli 2017 folgte die Single Emotional, den ersten Live-Auftritt hatte die Band 2018. Im Jahr 2020 veröffentlichte die Band ihre erste EP Speak Out mit fünf Songs.
2021 folgte die EP Demos, mit allen Songs, die die Band bis zu diesem Zeitpunkt herausgebracht hatte. Im Jahr 2022 unterstützte Only the Poets den Singer-Songwriter Louis Tomlinson auf seiner Welttour durch das Vereinigte Königreich und Europa. Dieses Engagement hatte sich die Band bereits 2020, noch vor dem Ausbruch der Corona-Pandemie, gesichert. Während der Tour mit Tomlinson hatte das Quartett die Gelegenheit, in ausverkauften Hallen aufzutreten, was die Bekanntheit der Band maßgeblich steigerte und den Grundstein für ihre erste eigene Headline-Tour legte.
Diese Tour führte die Band im darauffolgenden Sommer und Herbst durch Europa, unter anderem nach Deutschland, Skandinavien, Spanien, Österreich und Polen. Etliche Konzerte waren ausverkauft, manche Auftritte mussten in größere Spielorte verlegt werden.
Parallel zu ihren Live-Auftritten veröffentlichte die Band ihre nächste EP mit dem Titel Our Time. Die Single Every Song I Ever Wrote avancierte zu einem Erfolg auf Indie-Radios und Streaming-Diensten.
Im Januar 2023 unterzeichnete die Band ihren ersten Plattenvertrag mit dem Label EMI Records. Die erste Veröffentlichung unter diesem Label war eine neue Version des Songs Even Hell.
Im Frühjahr setzte Only the Poets die Feels-Like-Home-Headlinetour fort, eröffneten Konzerte für Lewis Capaldi und Bastille und trat auf mehreren Festivals in Europa auf, darunter das Lollapalooza Berlin und das Reading Festival.
Im April 2023 veröffentlichte Only the Poets die Single Jump!, die europaweit in den Radiocharts landete. Kurz darauf folgten die Veröffentlichungen von Crash und Over & Over.
Die Band tourte im Herbst 2023 durch das Vereinigte Königreich und brachte eine Neuauflage des Songs Looking at You heraus, im November erschien die neue Single Every God I Pray To.
Im Januar 2024 kündigte Only the Poets für Anfang Februar die Veröffentlichung des nächsten Songs One More Night an. Unter demselben Namen startet die Band im Februar eine weitere Europa-Tour. Im Mai ist die Veröffentlichung ihrer nächsten EP geplant.
Die Band ist für den britischen MTV Push 2024 nominiert. Dabei handelt es sich um ein Format des Musiksenders MTV, das sich darauf konzentriert, aufstrebende Künstler und Bands aus verschiedenen Genres und zu fördern.

## Allgemeines
Die Bandmitglieder von Only the Poets thematisieren nicht nur in ihren Songs, sondern auch bei Konzerten die Bedeutung der mentalen Gesundheit. Für ihre eigenen Konzerten bieten sie Fans mit geringem oder keinem Einkommen Tickets zu vergünstigten Preisen an und verlosen auch kostenfreie Eintrittskarten. Damit zeigt die Band soziales Engagement und ihre Bereitschaft, ihre Musik einem breiten Publikum zugänglich zu machen, unabhängig von finanziellen Barrieren.

## Diskografie
EPs
- Speak Out (2020)
- Our Time (2022)
- 2023 (2023)

Singles
- Ceasefire (2017)
- Emotional (2017)
- Dead Young (2018)
- Stolen Bikes (2019)
- You Can Do Magic (2019)
- Waking in the Dark (2020)
- Even Hell (2023)
- Jump! (2023)
- Crash (2023)
- Over & Over (2023)
- Looking at You (2023)
- Every God I Pray To (2023)
- One More Night (2024)